# Elaphoglossum pringlei
Elaphoglossum pringlei là một loài thực vật có mạch trong họ Lomariopsidaceae. Loài này được (Davenp.) C. Chr. mô tả khoa học đầu tiên năm 1905.